# Lípa v Dolní Řasnici (u domu číslo 149)
Lípa v Dolní Řasnici byl památný strom, který rostl v této obci na severu České republiky, ve Frýdlantském výběžku Libereckého kraje.

## Poloha a historie
Strom rostl na pozemku parcelní číslo 979/2 v katastrálním území Dolní Řasnice. Parcela leží v severozápadních partiích obce. Na své severní hranici pozemek sousedí se silnicí číslo III/2915 vedoucí od silnice číslo II/291 dopravu východním směrem skrz Dolní Řasnici až do Jindřichovic pod Smrkem ležících na česko-polské státní hranici. Za jižní hranicí parcely číslo 979/2 stojí dům číslo popisné 149, za kterým je vedena místní účelová komunikace, na níž dále navazuje tom řeky Řasnice.
O prohlášení stromu za památný rozhodl městský úřad ve Frýdlantě, který dne 27. května 1994 vydal příslušné rozhodnutí. Strom považoval za krajinnou dominantu a oceňoval u něj nadprůměrný vzrůst i věk. Konstatoval dále pravidelný habitus či tvárnou korunu a vyzdvihl jeho estetickou hodnotu. Během roku 1995 ovšem došlo při větrném poryvu k poškození stromu, kdy byla vylomena kosterní větev. Následkem toho se kmen pod korunou zeslabil a snížila se i stabilita celého stromu. Následně si okresní úřad v Liberci nechal vypracovat odborný posudek, který upozornil ještě na odumření kůry na kmeni, dále na vznik praskliny od hlavního úžlabí až k patě stromu, která navíc nebyla stabilizována a její podoba a rozsah se tak postupně měnil. Dřevo na kmeni a následně i v koruně navíc postihla hniloba. S ohledem na sníženou stabilitu stromu a na možnost ohrožení provozu na silnici v případě pádu velkých větví nebo dokonce celého stromu odňal okresní úřad v Liberci 10. prosince 1999 stromu právní ochranu a doporučil jej pokácet. Účinnosti nabylo toto rozhodnutí 5. ledna 2000.

## Popis
Památný strom byla lípa srdčitá (Tilia cordata), kolem níž bylo při její prohlášení dle podmínek daných zákonem zřízeno ochranné pásmo.